# Руднев, Олег Александрович (сценарист)
Олег Александрович Руднев (латыш. Oļegs Rudņevs, 9 октября 1935, Старобельск — 25 декабря 2000, Москва) — советский и латвийский партийный работник, организатор кинопроизводства, писатель, сценарист, автор сценария сериала «Долгая дорога в дюнах».

## Биография
Родился в 1935 году в небольшом городе Старобельске Ворошиловградской области Украины. В 1937 году семья переехала в Краматорск, где прошли детство и юность Олега Руднева. Дядя, работавший спецкором газеты «Комсомольская правда», заметил его литературные способности и помог издать в Донецке сборник рассказов.
В 1956 году окончил факультет промышленного строительства Днепропетровского металлургического института. Вернувшись в Краматорск, работал мастером доменного цеха, затем руководил городской комсомольской организацией.
В 1957 году возглавлял делегацию комсомольской организации Донецкой области на Всемирном фестивале молодежи и студентов в Москве.
В 1961 году был направлен на работу вторым секретарём ЦК ЛКСМ Латвии.
В 1966 году был избран первым секретарём Юрмальского горкома партии. На этой должности внес свой вклад в превращение Юрмалы в крупнейший советский курорт. К 1972 году в 95 санаторно-курортных учреждениях города — а это 23 санатория, 13 пансионатов, 7 домов отдыха и 52 детских учреждения — ежегодно по путевкам отдыхали и лечились более 240 тысяч человек.
Депутат Верховного Совета Латвийской ССР 7-го, 8-го и 9-го созывов.
В 1976 году был назначен председателем Государственного комитета Латвийской ССР по кинематографии (Госкино Латвийской ССР). По его сценарию Алоиз Бренч поставил 7-серийный телефильм «Долгая дорога в дюнах» (1980—1981), впервые затронувший тему репрессий после присоединения Латвии к Советскому Союзу. В 1983 году авторы фильма были удостоены Государственной премии СССР.
В 1982 году получил назначение в Москву, где возглавил всесоюзное объединение «Совэкспортфильм». С 1982 по 1991 год был членом коллегии Госкино СССР. В 1995 году вышел на пенсию.
Скончался в Москве 25 декабря 2000 года в возрасте 65 лет. Латвийская пресса скупо сообщила об этом лишь через неделю, так как в это время страна отмечала Рождество и Новый год.

## Фильмография

### Сценарист
- 1980—1981 — Долгая дорога в дюнах
- 1981 — Помнить или забыть
- 1987 — На исходе ночи

### Легенды и воспоминания очевидцев
Историю бедного рыбака и дочери богатого хозяина Рудневу рассказал председатель юрмальского рыболовецкого колхоза «Узвара». Олег Александрович поделился ею с писателем Борисом Полевым, тот посоветовал историю расширить и углубить, связать с латышским народом. Роберт Рождественский, который тоже не раз отдыхал в Юрмале, счёл сюжет подходящим для телевизионной саги и рекомендовал его председателю Гостелерадио СССР Лапину. С его одобрения сценарий и фильм были запущены в производство.
Вдова Алоиза Бренча Ася вспоминает: «Если бы не Олег Руднев, фильм бы прикрыли. Именно он обеспечил поддержку Гостелерадио, встречал из Москвы бесконечных консультантов в штатском — генералов КГБ. В огромных количествах Олег глотал коньяк и кофе, пытаясь оставить в картине самые острые моменты. Ведь темы, которые там затрагивались, на тот момент казались совершенно не подлежащими обсуждению. Люди, разделённые сословными и классовыми предрассудками, любят друг друга. Глупая ссора и разрыв. Она выходит замуж за обожающего её негодяя. Он остается у разбитого корыта, не зная, что где-то растёт сын. И долгожданная встреча через тридцать лет, сквозь лихолетье, через Балтику и Сибирь».
Из последнего интервью Руднева: «Я всегда наглый был. Даже пацаном, в 12 лет, осмелился послать свои стихи Симонову, хоть и полное графоманство. Думал ли тогда, что через много лет мы с ним будем заседать в одной и той же коллегии Госкино? Я напомнил Симонову потом, как к нему с письмом обращался. „А что я ответил?“ — „Не пиши стихов, если можешь их не писать“. Симонов тогда сказал: „Однако послушались ведь! Но понимаю, что вообще не писать вы не можете“».